# Малобілківська сільська рада
Малобі́лківська сільська́ ра́да — адміністративно-територіальна одиниця та орган місцевого самоврядування в Лановецькому районі Тернопільської області. Адміністративний центр — село Мала Білка.

## Загальні відомості
- Територія ради: 2,598 км²
- Населення ради: 437 осіб (станом на 2001 рік)
- Територією ради протікають річки Піскарка, Мулявка

## Населені пункти
Сільській раді підпорядковані населені пункти:
- с. Мала Білка
- с. Велика Білка
- с. Мартишківці

## Склад ради
Рада складалася з 15 депутатів та голови.
- Голова ради: Михальський Михайло Кирилович
- Секретар ради: Галичанська Ольга Іванівна

### Керівний склад попередніх скликань
| Прізвище, ім'я, по батькові   | Основні відомості                                                         | Дата обрання | Дата звільнення |
| ----------------------------- | ------------------------------------------------------------------------- | ------------ | --------------- |
| Михальський Михайло Кирилович | Сільський голова, 1957 року народження, освіта вища, член Народної партії | 26.03.2006   | 31.10.2010      |
| Михальський Михайло Кирилович | Сільський голова, 1957 року народження, освіта вища, член Народної партії | 31.10.2010   |                 |

Примітка: таблиця складена за даними сайту Верховної Ради України

### Депутати
За результатами місцевих виборів 2010 року депутатами ради стали:

#### За суб'єктами висування
| Суб'єкт висування                                       | Кількість обраних депутатів | %  |
| ------------------------------------------------------- | --------------------------- | -- |
| Політична партія Всеукраїнське об'єднання «Батьківщина» | 9                           | 60 |
| Самовисування                                           | 6                           | 40 |

#### За округами
| № округу                                                | Прізвище, ім'я, по батькові      | Дата визнання обраним | Освіта  | Партійна приналежність                        | Відомості про обраного депутата                            |
| ------------------------------------------------------- | -------------------------------- | --------------------- | ------- | --------------------------------------------- | ---------------------------------------------------------- |
| Політична партія Всеукраїнське об'єднання «Батьківщина» |                                  |                       |         |                                               |                                                            |
| 2                                                       | Колодій Ірина Георгіївна         | 05.11.2010            | вища    | позапартійна                                  | пенсіонер                                                  |
| 4                                                       | Зайцев Іван Леонідович           | 05.11.2010            | середня | позапартійний                                 | Тернопільська дистанція колії ПЧ-8, монтер                 |
| 5                                                       | Кандилюк Марія Ярославівна       | 05.11.2010            | середня | позапартійна                                  | тимчасово не працює                                        |
| 8                                                       | Галичанська Ольга Іванівна       | 05.11.2010            | вища    | член Всеукраїнського об'єднання «Батьківщина» | Малобілківська сільська рада, секретар                     |
| 10                                                      | Мельник Ганна Павлівна           | 05.11.2010            | вища    | член Всеукраїнського об'єднання «Батьківщина» | ТОВ «Агроколос», бухгалтер                                 |
| 12                                                      | Богатюк Микола Сергійович        | 05.11.2010            | середня | позапартійний                                 | Тернопільський НТУ, студент                                |
| 13                                                      | Шевчук Лариса Сергіївна          | 05.11.2010            | середня | позапартійна                                  | Лановецьке СТ «Теко», продавець                            |
| 14                                                      | Козак Оксана Михайлівна          | 05.11.2010            | середня | член Всеукраїнського об'єднання «Батьківщина» | фельдшерсько-акушерський пункт с. Мала Білка, медсестра    |
| 15                                                      | Цимбал Микола Миколайович        | 05.11.2010            | середня | позапартійний                                 | ЗАТ Тернопільський молокозавод, заготовувач молока         |
| Самовисування                                           |                                  |                       |         |                                               |                                                            |
| 1                                                       | Савіна Олеся Анатоліївна         | 05.11.2010            | середня | позапартійна                                  | НАСК «Оранта», страховий агент                             |
| 3                                                       | Степчук Тетяна Сергіївна         | 05.11.2010            | середня | позапартійна                                  | Тернопільська лікарня швидкої допомоги № 1, медична сестра |
| 6                                                       | Новаковська Галина Петрівна      | 05.11.2010            | вища    | позапартійна                                  | Бережанська сільська рада, землевпорядник                  |
| 7                                                       | Ковальчук Оксана Петрівна        | 21.03.2011            | вища    | позапартійна                                  | Бережанська загальноосвітня школа, вчитель                 |
| 9                                                       | Анадимб Олена Григорівна         | 05.11.2010            | вища    | позапартійна                                  | ЗАТ Тернопільський молокозавод, заготовувач молока         |
| 11                                                      | Ракушняк Валентина Володимирівна | 05.11.2010            | середня | позапартійна                                  | тимчасово не працює                                        |